# São José do Campestre
São José do Campestre este un oraș în Rio Grande do Norte (RN), Brazilia.